# Start a Fire
„Start a Fire“ je singl polské zpěvačky Margaret vydaný 21. srpna 2014 z jejího debutového studiového alba Add the Blonde. Kompozice se stala oficiální hymnou Mistrovství světa ve volejbale mužů 2014. Autory skladby jsou Thomas Karlsson, Mats Tärnfors a také samotná zpěvačka. Skladba se umístila na 10. místě v žebříčku AirPlay – Top mezi nejhranějšími skladbami polských rozhlasových stanic.

## Vznik písně
Polská volejbalová federace se na Margaret obrátila s prosbou o vytvoření oficiální hymny k Mistrovství světa ve volejbale mužů, které se konalo v roce 2014 v Polsku. Za tímto účelem zpěvačka nahrála píseň „Start a Fire”. Převážná část textu je v angličtině, ale obsahuje také fragmenty v polštině, které se v textu zpěvačky objevily poprvé. Autory kompozice jsou Thomas Karlsson a Mats Tärnfors, přičemž autorkou slov v polštině je sama zpěvačka.
Druhá verze písně, která je celá v angličtině, je umístěna na debutovém studiovém albu zpěvačky s názvem Add the Blonde. Kompozice je zároveň i druhým promo singlem z alba.
Zpěvačka o písni řekla:
```
Jsem velmi ráda, že jsem dostala takovou šanci. Byla to pro mě velká výzva vytvořit něco podobného. Je to něco, co neděláte každý den. Nejdůležitější jsou především fanoušci a to, aby se dobře bavili a mohli hudbou fandit. Při vytváření téhle píseň jsem myslela především na fanoušky, atmosféru skvělé zábavy a také na skutečnost, aby píseň povzbuzovala k boji.
```

## Premiéra a živé vystoupení
Singl byl premiérově prezentován zpěvačkou 18. srpna 2014 v Krakovské aréně (Kraków Arena) před posledním zápasem v rámci XII Memoriálu Huberta Jerzego Wagnera, který vysílala v přímém přenosu televize Polsat Sport. Během vystoupení byly záběry zaznamenávány, ty se následně objevily ve videoklipu doprovázející skladbu. Dne 21. srpna v rádiu RMF FM proběhla rádiová premiéra singlu.
Dne 30. srpna Margaret zazpívala píseň na Národním stadionu ve Varšavě během zahajovacího ceremoniálu Mistrovství světa ve volejbale mužů 2014. Tato událost byla vysílána živě ve více než 168 zemích. Margeret rovněž vystoupila s kompozicí 18. září před utkáním reprezentace Polska a Ruska v Atlas Arena v Lodži a také 21. září v Katovicích během závěrečném programu, při kterém proběhlo udělování medailí Světového šampionátu volejbalistů.

## „Start a Fire” v rádiu
Kompozice běžela v rozhlasových stanicích včetně těch celostátních, jako jsou RMF FM, Radio Eska nebo RMF MAXXX. Píseň se rovněž umístila na mnoha rádiových žebříčcích hitů, kde zaujala 1. místo v žebříčcích POPlista a Gorąca 20.
Skladba se umístila na 10. místě v žebříčku AirPlay – Top mezi nejhranějšími skladbami polských rozhlasových stanic.

## Videoklip

### První verze videoklipu
Dne 27. srpna 2014 se uskutečnila na internetových stránkách Radia ZET premiéra videoklipu k písni propagující Mistrovství světa ve volejbale mužů 2014. Videoklip režírovala Agata Tadra, za produkci odpovídala Telewizja Polsat.
| Režie:        | Agata Tadra                                                       |
| Střih:        | Adrian Chmielewski                                                |
| Postprodukce: | Adam Mendyk, Katarzyna Oleksowicz, Michał Dziedzic, Wojciech Ryng |
| Produkce:     | Telewizja Polsat                                                  |

### Druhá verze videoklipu
Dne 18. září se na internetovém portálu Onet.pl uskutečnila premiéra druhého videoklipu, který byl zrealizován jako singl určený k umístění na albu (výhradně v angličtině). Klip režírovala Olga Czyżykiewicz. V klipu byly zobrazeny témata týkající se tabu, jako je homosexualita, sexuální život zdravotně postiženým nebo boj dětí s nevidomostí.
| Režie a scénář:      | Olga Czyżykiewicz |
| Fotografie:          | Mateusz Zwoliński |
| Asistent kamery:     | Adam Romanowski |
| Management produkce: | Aleksandra Cywka |
| Scéna a kostýmy:     | Anna Tomczyńska |
| Make-up:             | Monika Gałecka, Anna Piechocka                                                                                           |
| Instalace:           | Piotr Wójcik |
| Produkce:            | Rafał Krus |
| Vystoupili:          | Halina Szurmiej, Katarzyna Hajduga, Kamil Szeptycki, Krystyna Olejniczak, Jakub Kowalski, Aleksander Stefański, Margaret |

Videoklip se umístil na 4. místě v žebříčku nejranějších hudebních videoklipů televizních hudebních stanic.

## Žebříčky

### Umístění v žebříčcích AirPlay
| Země   | Žebříček (2014)   | Nejvyšší umístění |
| ------ | ----------------- | ----------------- |
| Polsko | AirPlay – Top     | 10                |
| Polsko | AirPlay – Nowości | 1                 |
| Polsko | AirPlay – TV      | 4                 |

### Umístění v rozhlasových hudebních hitparádách
| Země   | Žebříček (2014)                           | Nejvyšší umístění |
| ------ | ----------------------------------------- | ----------------- |
| Polsko | Radio Bielsko (Codzienna Lista Przebojów) | 3                 |
| Polsko | Radio Eska (Gorąca 20)                    | 1                 |
| Polsko | Radio Szczecin (SLiP)                     | 5                 |
| Polsko | RMF FM (POPLista)                         | 1                 |

## Ocenění a nominace
| Rok  | Soutěž                            | Kategorie                     | Výsledek  |
| ---- | --------------------------------- | ----------------------------- | --------- |
| 2014 | Gorąca 100                        | 100 největších hitů roku 2014 | 31. místo |
| 2014 | Hit roku rádia RMF FM v roce 2014 | Hit roku                      | 34. místo |